# Deklaracja genewska
Deklaracja genewska – tekst przysięgi lekarskiej przyjęty przez Światowe Stowarzyszenie Lekarzy w 1948 roku, zmieniany następnie w latach 1968, 1983, 1994, 2005, oraz 2017.
W zamierzeniu Światowego Stowarzyszenia Lekarzy, Deklaracja stanowić ma nowożytną wersję przysięgi Hipokratesa. Deklaracja nie jest aktem prawnie obowiązującym, jest dobrowolna.
W Polsce obowiązuje tekst Przyrzeczenia Lekarskiego uchwalony przez Krajowy Zjazd Lekarzy oraz Przyrzeczenie Lekarza Weterynarii uchwalone przez Krajowy Zjazd Lekarzy Weterynarii. 